# Raymond Pierre
Raymond Pierre (ur. 19 września 1967) – amerykański lekkoatleta, specjalizujący się w biegach sprinterskich.

## Sukcesy sportowe
- mistrz National Collegiate Athletic Association w biegu na 400 metrów – 1989[1]

| Rok  | Miasto       | Zawody                    | Konkurencja                      | Wynik                     |
| ---- | ------------ | ------------------------- | -------------------------------- | ------------------------- |
| 1987 | Zagrzeb      | Uniwersjada               | sztafeta 4 x 400 m bieg na 400 m | złoty medal brązowy medal |
| 1987 | Indianapolis | Igrzyska panamerykańskie  | bieg na 400 m sztafeta 4 x 400 m | złoty medal               |
| 1989 | Barcelona    | Puchar świata             | sztafeta 4 x 400 m               | 2. miejsce                |
| 1991 | Sewilla      | Halowe mistrzostwa świata | sztafeta 4 x 400 m               | srebrny medal             |

## Rekordy życiowe
| konkurencja        | na stadionie                             | w hali                           |
| ------------------ | ---------------------------------------- | -------------------------------- |
| bieg na 200 metrów | 20,69 – Houston, 27/05/1989              |                                  |
| bieg na 300 metrów | 32,72 – Jerez de la Frontera, 17/09/1991 |                                  |
| bieg na 400 metrów | 44,59 – Provo, 03/06/1989                | 46,07 – Oklahoma City 11/02/1989 |